# II. Sándor antiochiai görög pátriárka
II. Sándor (? – 702) antiochiai görög pátriárka 695-től haláláig.
Néhány évig állt az antiochiai egyház élén. Egyesek szerint azonos az Eutükhiosz által Tamásnak nevezett főpappal.